# Rusko-litevské války

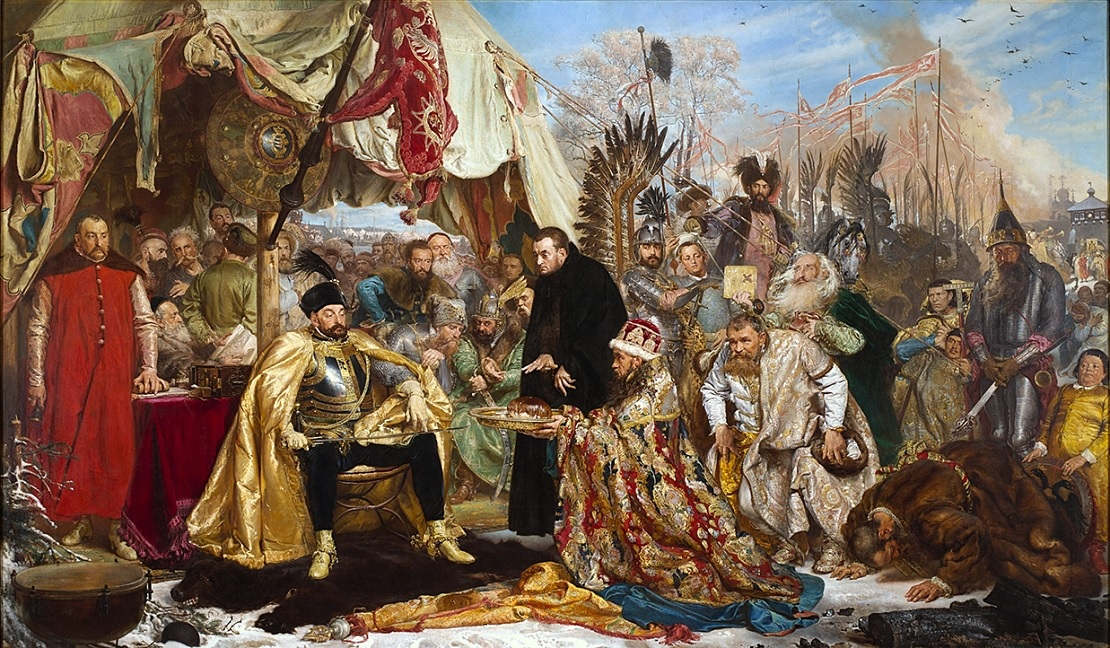
Bitva o Pskov, obraz Jana Matejka

Rusko-litevské války byla série ozbrojených konfliktů mezi Litevským velkoknížectvím a Moskevským velkoknížectvím, později Ruským carstvím, v letech 1369–1583. Sílící ruský tlak na Litvu vedl k její stále užší vojenské spolupráci s Polskem, ba závislosti na něm, což vyústilo ve vznik Polsko-litevské unie v roce 1569. K dalším výsledkům těchto válek patřilo, že Litva přišla o řadu východoevropských území (od Kyjeva po Možajsk nedaleko Moskvy), které získala po rozpadu Kyjevské Rusi v důsledku mongolských invazí. Moskvané se s těmito litevskými úspěchy nikdy nesmířili a k jejich strategickým cílům dlouhodobě patřilo získat znovu kontrolu nad všemi teritorii, která kdysi byla součástí Kyjevské Rusi (včetně dnešních teritorií Běloruska a Ukrajiny). Moskva si také přála rozšířit svůj přístup k Baltskému moři, stále důležitějšímu obchodnímu prostoru. Dlouhodobý konflikt mezi Litvou a Moskvou tak byl nevyhnutelný.

## První konflikty

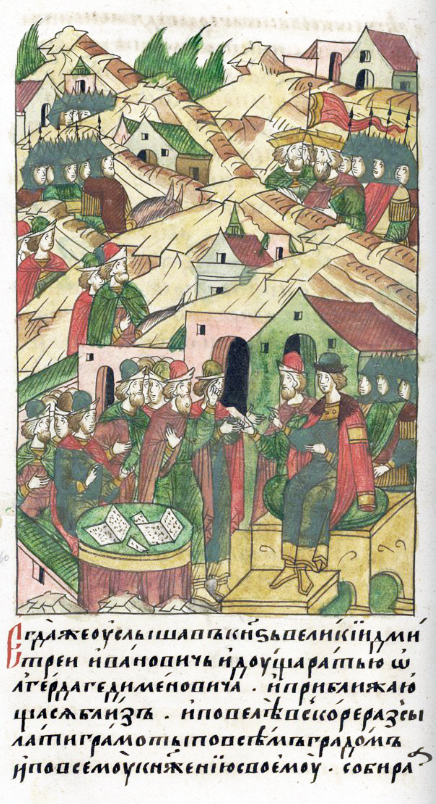
Dmitrij Donský píše dopisy ruským městům, v nichž svolává do boje proti Algirdasovi

Moskva byla ve sporu s Litvou od vlády Gediminase, který porazil koalici ruských knížat v bitvě na řece Irpiň a zmocnil se Kyjeva, bývalého hlavního města Kyjevské Rusi. V polovině 14. století expandující Litva absorbovala Černihiv a Severii. Nástupce Gediminase, Algirdas, vytvořil spojenectví s Tverským velkovévodstvím a podnikl tři vojenské výpravy proti Moskvě, přičemž se pokusil využít nezralosti velkého moskevského prince Dmitrije Donského. 
K prvnímu výpadu litevských vojsk do Moskevského knížectví došlo v roce 1363. V roce 1368 zahájil Algirdas první velké tažení proti Moskvě. Kreml nedobyl, Algirdasovi vojáci nicméně zničili oblast kolem města a zajali významnou část moskevské populace. V roce 1370 Algirdas provedl další výpad proti Moskvě. Zničil přitom oblast kolem Voloka Lamského. 6. prosince oblehl Moskvu a začal ničit okolí. Poté, co dostal zprávu, že princ Vladimir Andrejevič přichází Moskvě na pomoc, vrátil se Algirdas do Litvy. V roce 1372 Algirdas znovu zaútočil na moskevské knížectví a dobyl Ljubutsk. Velvyslanec Moskvy však dohodl příměří. 
V roce 1375 Algirdas vyplenil Smolenské knížectví. Konflikty pokračovaly za vlády Dmitrijova syna Vasilije I., ačkoli ten byl ženatý se Sofií, jedinou dcerou litevského velkovévody Vytautase. V roce 1394 Vytautas vyplenil Rjazaňské velkovévodství. V roce 1402 vznikl další spor, o vévodství Smolensk. Poté, co se Vytautas zmocnil hlavního města Smolenska, jeho vévoda Jurij uprchl na Vasilijův dvůr a přemlouval ruského velkoknížete k útoku na Litevce. Vasilij váhal, ale když Vytautas postoupil až ke Pskovu, rozhodl se, znepokojený pokračující expanzí Litvy, poslat přece jen proti Vytautasovi armádu. Ruské a litevské armády se setkaly poblíž řeky Ugra, ale ani jeden velitel se neodvážil nasadit své jednotky do boje. Následovala mírová jednání, v nichž Vytautas Smolensk udržel.

## První válka (1492–1494)
Ruský velkokníže Ivan III. se považoval za dědice padlé Byzantské říše s úkolem bránit pravoslavnou církev. Prohlásil se za panovníka všech Rusů a vyhlásil své právo na všechna území bývalé Kyjevské Rusi. Nadvládu Zlaté hordy, známou též jako „mongolské jho“, setřásl roku 1480 porážkou Achmat Chána v bitvě na řece Ugra. Moskva pak rychle rozšířila svou říši o Rjazaňské knížectví v roce 1456, o Novgorodskou republiku v roce 1477 a v roce 1483 připojila Tverské knížectví. Další expanzivní cíle Ivana III. se již nevyhnutelně střetly s litevskými zájmy.
Kolem let 1486–1487 byla území podél špatně definované litevsko-moskevské hranice na horním toku řeky Oka obsazena Moskvou a jejím spojencem krymským chánem Mengli I. Gerajem. Napětí mezi Litvou a Moskvou tím rychle vzrostlo. V srpnu 1492, bez vyhlášení války, zahájil Ivan III. velkou vojenskou akci, při níž dobyl a vypálil Mcensk, Ljubutsk, Serpejsk a Mešovsk. Přepadl též Mosalsk a území vévodů z Vjazmy. Místní pravoslavní šlechtici začali přecházet na moskevskou stranu, protože Moskva slibovala lepší ochranu a ukončení náboženské diskriminace katolickými Litevci. Ivan III. oficiálně vyhlásil Litvě válku v roce 1493, ale konflikt brzy skončil. Litevský velkovévoda Alexandr I. Jagellonský vyslal do Moskvy delegaci, aby sjednala mírovou smlouvu. „Věčná“ mírová smlouva byla uzavřena 5. února 1494. Dohoda znamenala první litevské územní ztráty na úkor Moskvy: knížectví Vjazma a značná část oblasti v horním toku řeky Oky. Ztracená území měla rozlohu 87 000 kilometrů čtverečních. Den před oficiálním potvrzením smlouvy se Alexandr zasnoubil s dcerou Ivana III. Helenou. To však konflikty neukončilo.

## Druhá válka (1500–1503)

Pohyby vojsk v roce 1500

Nepřátelství znovu propuklo v květnu 1500. Záminkou se stala snaha Alexandra, aby jeho žena Helena konvertovala ke katolicismu. Otec Ivan III. jí to zakázal a začal využívat náboženskou otázku k zesilování tlaku na Litvu. Využil přitom plánovaného polsko-maďarského tažení proti Osmanské říši, díky němuž nehrozilo, že by Poláci a Maďaři mohli poskytnout Litvě efektivní pomoc, a zahájil útok. Okamžitě dobyl litevské pevnosti v Brjansku, Vjazmě, Dorogobužu, Toropecu a Putyvlu. Místní šlechtici, zejména Vorotynskové, se přitom připojovali k Rusům.
Další útok přišel z jihovýchodu na Kyjevské vojvodství, Volyň a Podolí. 14. července 1500 Litevci v bitvě na Vedroše utrpěli velkou porážku a byl zajat jejich velitel Konstantin Ostrožský. Porážka byla jedním z důvodů návrhu na vytvoření unie mezi Polskem a Litvou v roce 1501 (tzv. Mělnická unie), který se ale nakonec neujal. V listopadu 1501 byli Litevci v bitvě u Mstislavla znovu poraženi. Krymští Tataři navíc porazili zlatou hordu, litevského spojence, a v roce 1502 dobyli její hlavní město Sarai.
Aby odvrhl obvinění z náboženské diskriminace, Alexandr se pokusil založit církevní unii mezi katolíky a pravoslavnými, již předpokládal basilejsko-ferrarsko-florentský koncil – pravoslavní by si zachovali své tradice, ale přijali papeže jako svého duchovního panovníka. Metropolita Kyjeva s takovým uspořádáním souhlasil, ale Helena protestovala. Polští šlechtici, včetně biskupa Erazma Ciołka a kardinála Fryderyka Jagiellończyka, v reakci na to začali uvažovat o možném královském rozvodu.
Mezitím válka pokračovala, ale ne tak úspěšně pro Moskvu jako dosud. Zejména proto, že na stranu Litvy se postavil Livonský řád vedený Walterem z Plettenbergu. Livonská vojska zvítězila v srpnu 1501 v bitvě u řeky Serici, oblehla Pskov a v září 1502 zvítězila v bitvě u jezera Smolino. V roce 1502 Ivan III. zorganizoval vojenskou kampaň, aby získal Smolensk, ale město se ubránilo, protože Moskvané neměli dost dělostřelectva. Mírová jednání začala v polovině roku 1502. Alexandr požádal českého a uherského krále Vladislava Jagellonského, aby se stal prostředníkem. Roku 1503 bylo uzavřeno tzv. šestileté příměří. Litevské velkovévodství ztratilo přibližně 210 000 kilometrů čtverečních svého území, včetně měst Černihiv, Novhorod-Siverskyj a Starodub. Litevci také uznali Ivanův titul „panovník všech Rusů“.

## Třetí válka (1507–1508)

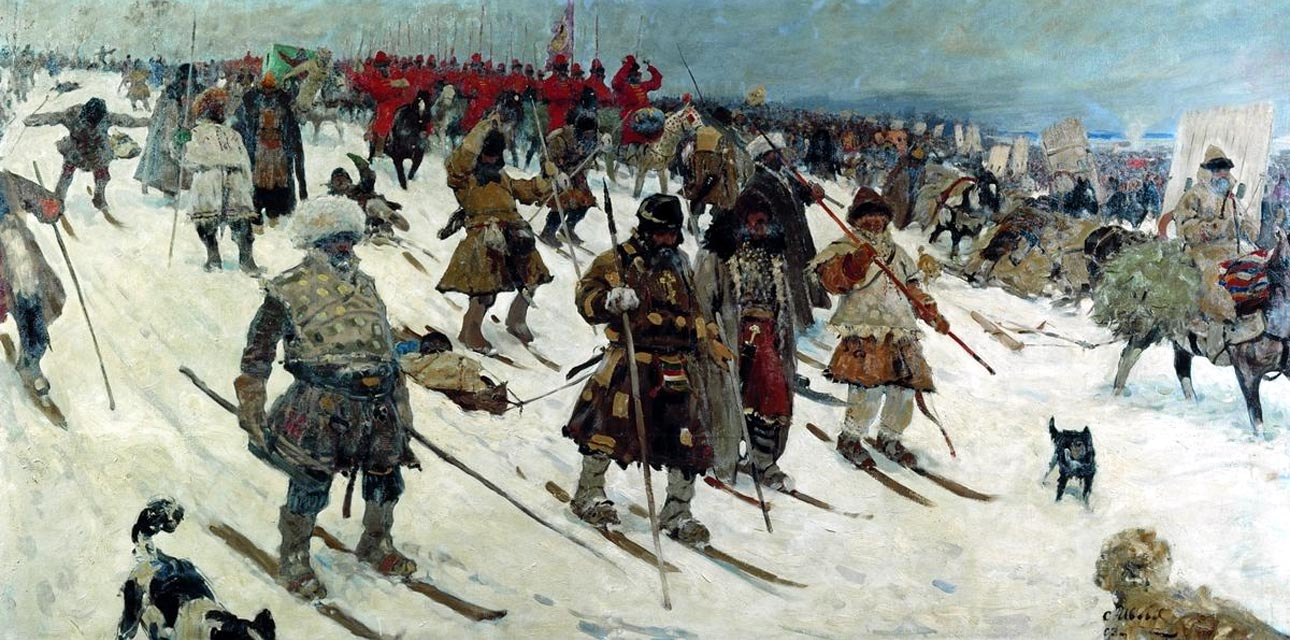
Moskevský útok na obraze Sergeje Ivanova z roku 1903

Vasilij III., který nahradil svého otce Ivana III. na moskevském trůnu, měl zájem i o polský trůn, ale polští šlechtici si vybrali Zikmunda I. Starého. Ten byl posléze korunován i litevským velkovévodou. V roce 1507 Zikmund poslal do Moskvy žádost o navrácení území ztracených roku 1505. Bylo to v době, kdy krymský vládce Mengli I. Geraj přerušil své spojenectví s Moskvou. Mengli pak vydal jarlyk, kterým Zikmundovi předával moskevská území Novgorod, Pskov a Rjazaň. Litevci měli velkou šanci uspět, ale jejich plány zhatilo povstání litevského maršálka Michaela Glinského, kdysi oblíbence Alexandra Jagelonského, jehož však nový král Zikmund neobliboval. Když Jan Jurjewicz Zabrzeziński, trocký vojvoda a Glinského starý politický oponent, ho obvinil z otrávení velkovévody Alexandra, zorganizoval Glinský povstání, při němž Zabrzezińského zavraždil. Poté, aby dosáhl spojenectví s Rusy a podpory pravoslavného obyvatelstva, se prohlásil obhájcem pravoslavné víry (přestože sám byl katolík mongolského původu). Neúspěšně zaútočil též na hrad Kaunas ve snaze osvobodit chána Velké hordy Ahmada, který se měl stát jeho dalším spojencem. Glinský se poté pokusil spojit s moskevskými silami, ale byl poražený Konstantinem Ostrožským. Válka nakonec skončila „věčnou mírovou smlouvou“ z 8. října 1508, která zachovala poměry příměří z roku 1503.

## Čtvrtá válka (1512–1522)

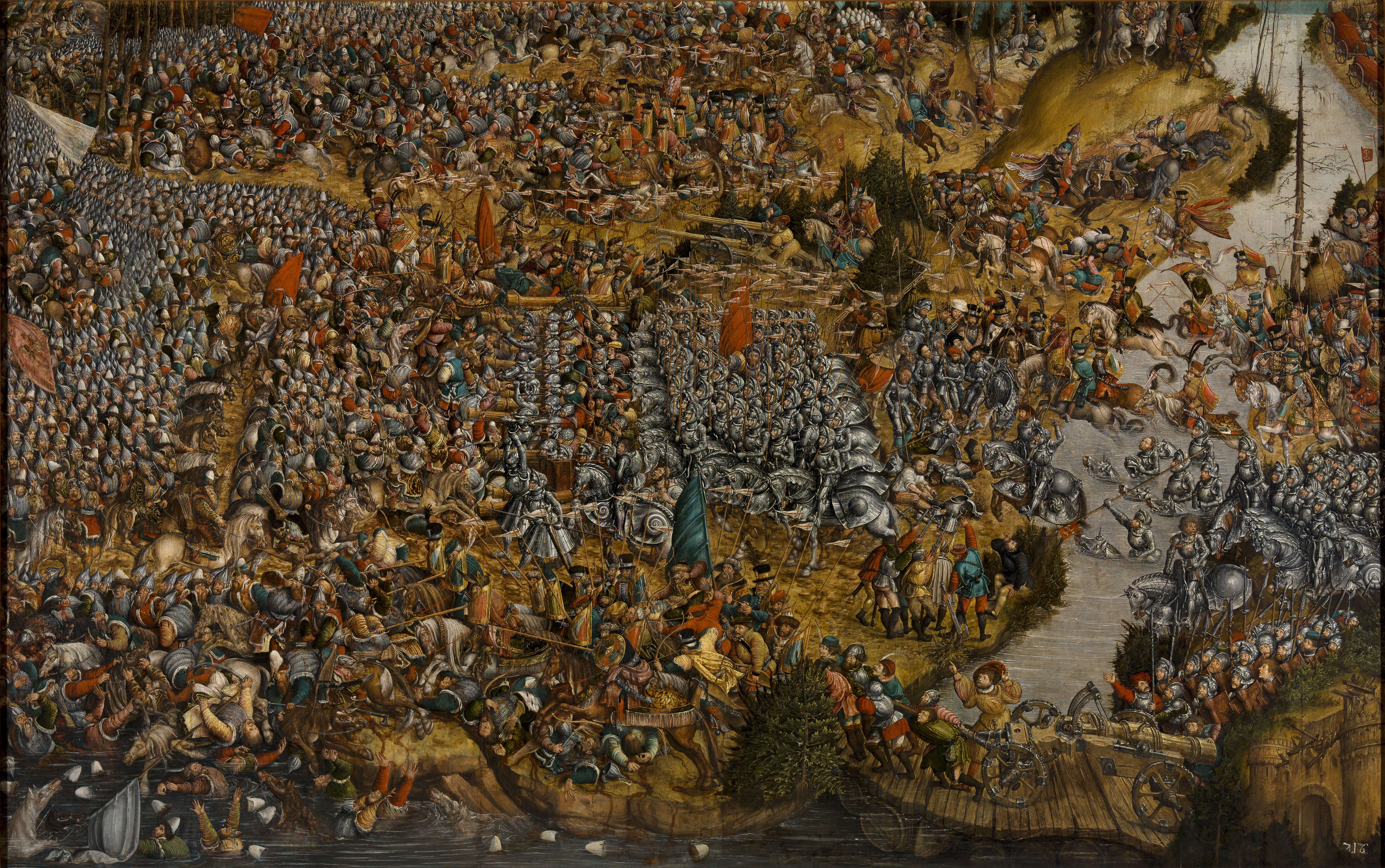
Bitva u Oršy roku 1514

Navzdory mírové smlouvě zůstaly vztahy mezi oběma zeměmi napjaté. Zikmund žádal o vydání Michaela Glinského k soudu, zatímco Vasilij III. požadoval lepší zacházení s jeho ovdovělou sestrou Helenou. Vasilij také dodatečně zjistil, že Zikmund zaplatil Mengli I. Gerajovi za útok na Moskvu, což ho rozlítilo. Iniciátorem nové války se ovšem stal až konflikt Polska s Řádem německých rytířů. Jeho nový velmistr Albrecht Braniborsko-Ansbašský odmítl uznat polskou suverenitu, jak mu nařizoval Druhý toruňský mír z roku 1466, a to navzdory tomu, že polský král Zikmund I. Starý byl jeho strýcem. Napětí nakonec vyústilo ve válku, která probíhala v letech 1519–21. Na stranu německých rytířů se postavil římský král Maxmilián I. Habsburský i Vasilij III. Ten se zapojil tím, že v prosinci 1512 napadl polského spojence Litevské velkovévodství. Snažil se dobýt Smolensk. Město padlo v červenci 1514. U moci ve Smolensku byli ponecháni Šujští, což rozhněvalo Glinského, který pohrozil, že se znovu připojí k Zikmundovi. Rusové ho následně uvěznili. 
Poté však Rusko utrpělo řadu porážek. V roce 1512 Konstantin Ostrožský zpustošil Severii a porazil zde ruskou armádu o síle 6 000 lidí. 8. září 1514 Rusové prohráli v rozhodující bitvě u Oršy, navzdory tomu se polsko-litevská armáda nedokázala pohybovat dostatečně rychle, aby dobyla i Smolensk. V roce 1518 byly ruské síly poraženy během obléhání Polocka, když podle legendy byly litevští vojáci inspirováni pohledem na svého patrona svatého Kazimíra. Rusové napadli Litvu znovu v roce 1519, zaútočili na Oršu, Mogilev, Minsk, Vitebsk a Polock. 
V roce 1521 Zikmund rozhodujícím způsobem porazil německé rytíře a spojil se s hordami Kazaňského a Krymského chanátu v tažení proti Moskvě. Krymský chán Mehmed I. Giraj provedl ničivý útok na Moskvu, jehož výsledkem byl závazek ruského velkoknížete platit Tatarům tribut. Útoku se zúčastnily i litevské jednotky vedené Daškovičem, které se vzápětí pokusily dobít Rjazaň.
V roce 1522 byla podepsána smlouva, která požadovala pětileté příměří a ponechala Rusku Smolensk. Příměří bylo následně prodlouženo do roku 1534.

## Starodubská válka (1534–1537)
Po Vasilijově smrti v roce 1533 usedl jeho syn a dědic Ivan IV. na trůn teprve jako tříletý. Vlády se ujala jeho matka, Elena Glinská. Přetahovala se přitom o moc s dalšími příbuznými a bojary. Polsko-litevský panovník se rozhodl využít této situace a požadoval návrat území dobytých Vasilijem III. 
V létě roku 1534 vyplenil polsko-litevský hejtman Jerzy Radziwiłł (přezdívaný Herkules) ve spojenectví s Tatary oblast kolem Černihova, Novhorodu-Siverskyje, Radogoše, Starodubu a Brjansku. V říjnu 1534 provedla moskevská armáda protiofenzívu a dosáhla Novogrodeku a Vilniusu. Opevnila se pak u Sebežského jezera. Litevská armáda pod hejtmanem Radziwillem a polským hejtmanem Janem Tarnowským při protiútoku dobyla Homel a Starodub.
V roce 1536 však byli Litevci poraženi, když nedobyli pevnost u Sebežského jezera, načež tamní Moskvané napadli Ljubech, zničili Vitebsk a postavili další dvě nové pevnosti u Veliže. Litva a Rusko pak sjednaly pětileté příměří, které Litevcům ponechávalo Homel a Rusům oblast kolem Sebežského jezera a Veliže.

## Livonská válka (1558–1583)
| Polsko-Litva Polsko-litevští vazalové Rusko | Švédské království Dánsko-Norsko |

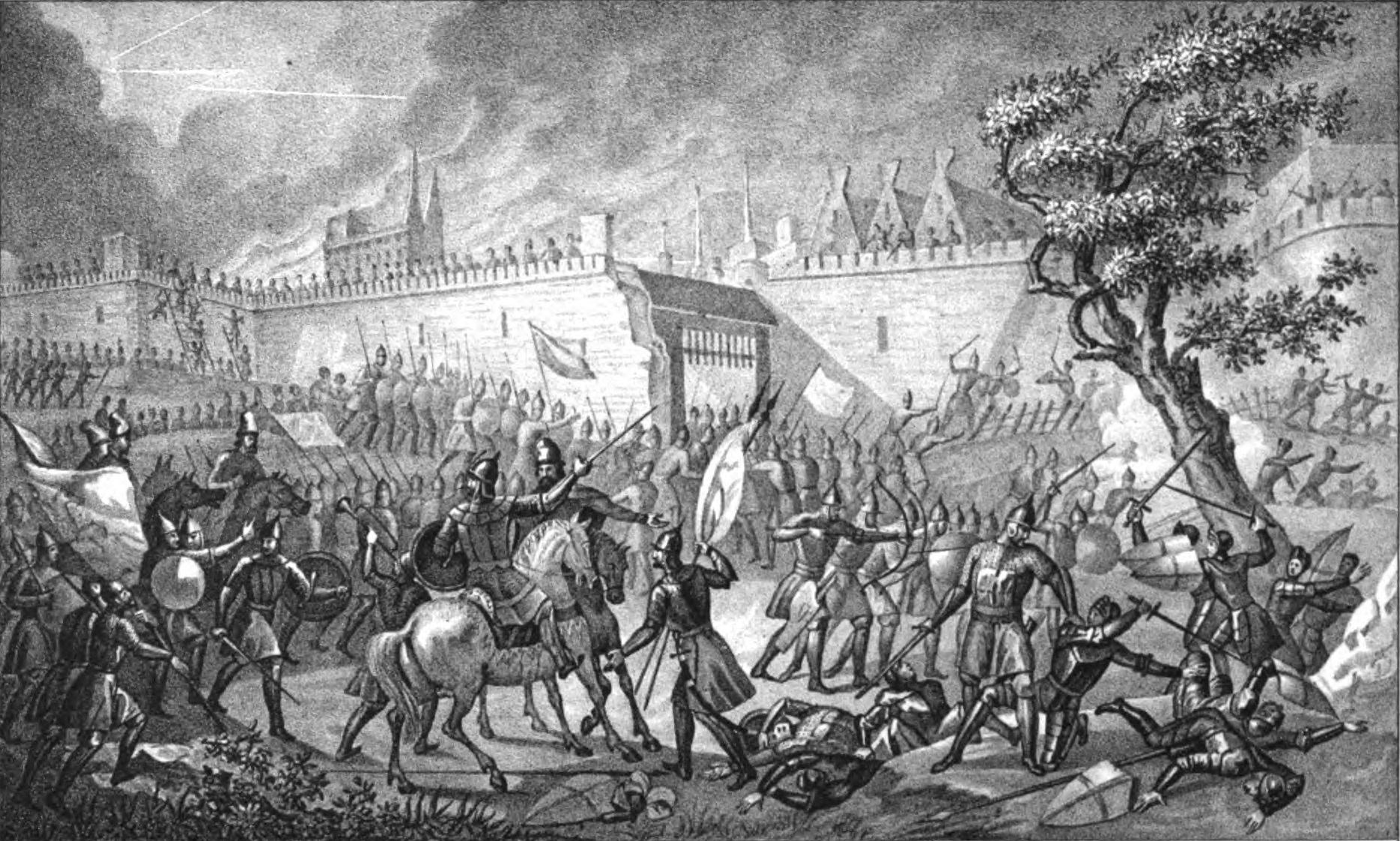
Obležení Narvy ruskými silami v roce 1558 (rytina Borise Čorikova z roku 1836).

Rozdělené Livonsko okolo roku 1600:
Polsko-Litva
Polsko-litevští vazalové
Rusko
Švédské království
Dánsko-Norsko

Poslední z velkých konfliktů začal tehdy, když se Ivan IV., nově se označovaný jako car a vládnoucí novému státnímu útvaru, Ruskému carství, rozhodl dobýt Livonsko, řádový stát na území dnešního Estonska a Lotyšska, který byl dlouhodobě oslaben (zejm. nástupem luteranismu v Prusku). Pro cara to byl ideální způsob, jak získat vysněný přístup k Baltskému moři. Kladl Livonsku stále větší požadavky, avšak to věřilo, že s německou podporou v zádech jich nemusí dbát. Na konci roku 1557 se na livonských hranicích shromáždila velká ruská armáda doplněná o jednotky tatarských vazalů, která v zimě následujícího roku vtrhla do Livonska a rabujíc a pleníc postoupila o více než dvě stě kilometrů. Podařilo se dobýt přes dvacet měst mezi nimi i Narvu a Dorpat, postupem času se však situace začala obracet a rytířům se povedlo několik zdařilých protiútoků. Mírová jednání selhala, a tak boje trvaly až do roku 1559, kdy byl Ivan přinucen ke smíru novými komplikacemi s Tatary na jihu. První fáze bojů přinesla Livoncům zkušenost, že na německou pomoc se spoléhat nemůže a musí hledat spojence jinde. Ivana IV. nevýhra přiměla k šílenému honu na zrádce známému jako opričnina.
Spojence Livonci našli v polském králi a litevskému velkoknížeti Zikmundu II. Augustovi, který se roku 1559 stal protektorem řádu i celého livonského státu. V létě 1560 propukly nové boje s Rusy. Livonské vojsko však bylo na hlavu poraženo ruskou přesilou u Ermes, načež livonský řád pochopil, že udržení státu je nemožné. O rok později uzavřel poslední velmistr Gotthard Kettler s polským králem vilenskou smlouvu, jež ukončila existenci Livonska. Největší jeho část, vlastní Livonsko a jižní Estonsko, připadly Polsku, severní Estonsko s Tallinnem Švédsku, ostrov Saaremaa Dánsku. Samostatnost si zachovalo pouze Kuronsko a Zemgalsko.
Ivan řečený nově Hrozný v roce 1563 zahájil znovu útok. Dobyl a vyplenil Polock, ale už následujícího roku utržil od Litevců porážku na Ule a Orši. Boje probíhaly také na severu, kde nepřítelem Rusů byli Švédové, kterým se podařilo vybojovat Reval (dnešní Tallinn) a několik dalších významných měst. Vrcholem Ivanových nezdarů pak bylo přeběhnutí významného ruského bojara knížete Andreje Kurbského na stranu Litvy. Litevci a Poláci pochopili, že ruský tlak jen tak neustane a roku 1569 založili nový sjednocený stát, polsko-litevskou unii.
Roku 1570 bylo v Moskvě ujednáno tříleté příměří. Na jednáních ve Štětíně se Zikmundu Augustovi podařilo dojednat spojenectví se Švédskem. Ivan IV. na oplátku na svoji stranu získal bratra dánského krále Magnuse, kterého oženil se svou neteří, prohlásil za krále Livonska a vyslal vojska obléhat švédský Reval. Boje s Litevci a Poláky nakrátko přerušila peripetie spočívající v tom, že v roce 1572 zemřel polský král Zikmund August, aniž po sobě zanechal dědice. Ivan se pokusil polsko-litevský trůn získat a jednal s polskými velmoži. Ti však Rusa na svém trůnu odmítli a nejprve si za krále zvolili Jindřicha z Valois, který však záhy trůn opustil, a tak byl v roce 1575 zvolen sedmihradský kníže Štěpán Báthory, který svojí volbu ještě podepřel sňatkem s Annou Jagellonskou.
Ivan využil Báthoryho problémů se vzbouřeným Gdaňskem a v létě 1577 vtrhl do Livonska a bez větších nesnází se mu podařilo dobýt značnou část Kuronska a postoupit až k Wolmaru. Situace se však rychle obrátila, Švédové dobyli Narvu a také Štěpán Báthory přešel do protiútoku a v roce 1578 uštědřil Ivanovým vojskům u Kiesingu porážku. Možná mírová jednání pak selhala na carových přemrštěných a nereálných požadavcích. Báthorymu se konečně podařilo pokořit vzpurný Gdaňsk a navíc se mu podařily v sejmu prosadit mimořádné daně potřebné pro další vedení války. V červnu roku 1579 se nově zbudovaná polsko-litevská armáda dala na pochod směrem na Polock, který v polovině srpna oblehla a po tvrdých bojích dobyla. Vzápětí Báthory dobyl Sokol a postoupil až ke Smolensku. V následujícím roce padly do polských rukou Velike Luki, Nevel, Jezerižče a Zavoloče. Navíc na stranu Poláků přešel dánský princ Magnus. V roce 1581 polsko-litevská armáda dobyla Stará Russa, Chelm a oblehla Pskov. Ivan pak požádal Řím o zprostředkování míru. Ivan se musel vzdát celého Livonska i se všemi pevnostmi a městy, polský král na oplátku vrátil carovi všechna města a území dobytá v Moskevském knížectví. 